# 143 (ألبوم كيتي بيري)
143 هو الألبوم الاستوديو السابع للمغنية الأمريكية كاتي بيري. تم إصداره في 20 سبتمبر 2024 من قبل شركة تسجيلات كابيتول. لا يمثل عنوان الألبوم فقط العبارة "أحبك" (143)، بل هو أيضًا "رقم الملاك" الرمزي لبيري. كأول ألبوم لبيري منذ ابتسم في 2020، يتضمن "143" مواضيع الحب الذاتي والتمكين، مستوحاة من تجربتها في الأمومة.
من أجل إنشاء ألبوم "حفلة رقص"، عملت بيري مع متعاونين سابقين مثل ماكس مارتن ودكتور لوك وستارغيت، وأيضًا مع متعاونين جدد مثل فون أوليفر وروكو ديد إت أغين!. تم انتقاد مشاركة دكتور لوك في الألبوم بشكل واسع بسبب اتهامات المغنية كشا ضدّه بالاعتداء الجنسي. يضم الألبوم ظهورات ضيفية من المغنية الألمانية كيم بيتراس ومن الراب الأمريكي JID و21 سافاج ودويتشي.
سبق إصدار الألبوم ثلاثة أغاني منفردة: "عالم المرأة" التي تم إصدارها كأغنية رئيسية في 11 يوليو 2024. وصلت الأغنية إلى المركز 63 في قائمة بيلبورد هوت 100 والمركز 47 في تصنيف المملكة المتحدة للأغاني المنفردة. تلتها أغنية "لايفتايمز" في 8 أغسطس، ثم "أنا له وهو لي" التي تتميز بدويتشي في 13 سبتمبر. تجاريًا، ظهر الألبوم في المركز السادس على كل من قائمة بيلبورد 200 الأمريكية وقائمة الألبومات في المملكة المتحدة، بينما وصل إلى العشرة الأوائل في ثماني دول أخرى.
حصل ألبوم 143 على مراجعات سلبية من النقاد الموسيقيين، ليصبح الألبوم الأسوأ تقييمًا في مسيرة بيري. انتقد النقاد الألبوم باعتباره نتاجًا للركود الإبداعي لبيري، واعتبروا كتابته متواضعة وإنتاجه قديماً ورتيباً؛ وقارن العديد منهم الألبوم بموسيقى تم توليدها بواسطة الذكاء الاصطناعي.

## الخلفية والتطوير
في أغسطس 2020، أصدرت كاتي بيري ألبومها السادس ابتسم. تلقى الألبوم مراجعات متباينة من النقاد ووصفه الصحفيون بأنه مخيب تجارياً. في أغسطس 2023، أكدت بيري في مقابلة مع برنامج صباح الخير يا أمريكا أنها تعمل على مواد جديدة انطلاقًا من "مكان مليء بالحب". في فبراير التالي، ظهرت في برنامج جيمي كيميل لايف! وأعلنت عن خروجها من لجنة تحكيم برنامج أمريكان آيدول بعد انتهاء الموسم الثاني والعشرين، مشيرة إلى رغبتها في "الانطلاق على نبضاتها الخاصة" وإصدار موسيقى جديدة بعد أن كانت "في الاستوديو لفترة من الوقت". وبعد شهرين، أخبرت آكسيس هوليوود بأنها تعمل على ألبوم "مشرق وسعيد للغاية".
في يونيو 2024، ذكرت مجلة رولينغ ستون أن بيري أعادت التواصل مع منتجين تعاونوا معها من قبل، بما في ذلك ماكس مارتن وستارغيت ودكتور لوك. خلال بث مباشر عبر وسائل التواصل الاجتماعي في 10 يوليو 2024، وصفت بيري ألبوم 143 بأنه ألبوم للرقص قائلةً: "هذا الألبوم مليء بالطاقة العالية، إنه ألبوم صيفي جدًا، يتميز بإيقاع BPM عالٍ. لقد أقمنا للتو حفلة رقص عائلية لأحد الأغاني، وهو مليء بالكثير من الفرح والحب والنور". كما صرحت بيري أن ألبوماً جديداً صوتياً (أكوستيك) في طور التحضير.
وفي مقابلة حصرية مع زين لوي، أوضحت بيري أن عنوان الألبوم يمثل "رقمها الملائكي"، حيث قالت:
.

## الإطلاق والترويج

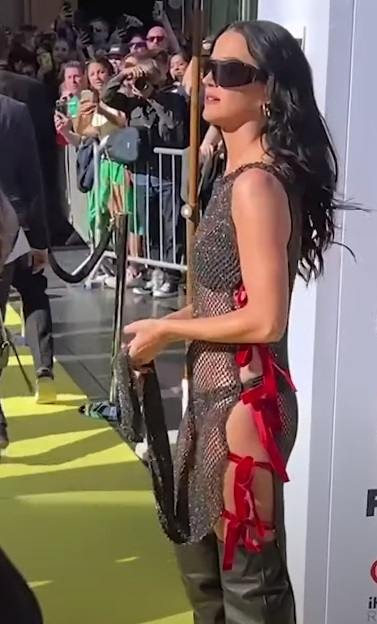
كاتي بيري على السجاد الأصفر في جوائز آي هارت راديو الموسيقية لعام 2024

في 10 يوليو 2024، كشفت كاتي بيري عن عنوان ألبومها السابع "143"، والذي تم إصداره في 20 سبتمبر 2024 بواسطة تسجيلات كابيتول. جاء هذا الإعلان تزامنًا مع أدائها الرئيسي في مهرجان "روك في ريو" في البرازيل. ولإثارة حماس معجبيها، قامت بيري ببث مباشر عبر وسائل التواصل الاجتماعي في نفس اليوم، حيث قامت بالكشف عن بعض الأغاني الجديدة من الألبوم مثل "نيرفانا" و "أعطني أعطني" التي تتميز بالتعاون مع 21 سافاج، و "أنا له، وهو لي" التي تضم دويتشي، والتي تتضمن عينة من أغنية "امرأة غجرية" لكريستال ووترز.
خلال مقابلة مع لو، شاركت بيري مقاطع من أغنيتين أخريين من الألبوم هما "أعمار" و "فاتنة". كان الألبوم متاحًا في ثمانية نسخ من الفينيل، وأربع نسخ من الأقراص المدمجة، وكاسيت، بالإضافة إلى عدة نسخ تحميل رقمي مع مسارات إضافية حصرية كأغاني مكافآت.

## قائمة أغاني الألبوم
| 1.            | "عالم المرأة (Woman's World)"                          | 2:43  |       |       |       |       |       |       |       |       |       |
| 2.            | "أعطني أعطني (Gimme Gimme)" (بمشاركة 21 سافاج)         | 2:57  |       |       |       |       |       |       |       |       |       |
| 3.            | "فاتنة (Gorgeous)" (بمشاركة كيم بيتراس)                | 3:17  |       |       |       |       |       |       |       |       |       |
| 4.            | "أنا له، وهو لي (I'm His, He's Mine)" (بمشاركة دويتشي) | 3:18  |       |       |       |       |       |       |       |       |       |
| 5.            | "إعجاب (Crush)"                                        | 2:57  |       |       |       |       |       |       |       |       |       |
| 6.            | "أعمار (Lifetimes)"                                    | 3:12  |       |       |       |       |       |       |       |       |       |
| 7.            | "كل الحب (All The Love)"                               | 3:15  |       |       |       |       |       |       |       |       |       |
| 8.            | "نيرفانا (Nirvana)"                                    | 2:51  |       |       |       |       |       |       |       |       |       |
| 9.            | "اصطناعي (Artificial)" (بمشاركة JID)                   | 2:43  |       |       |       |       |       |       |       |       |       |
| 10.           | "حقيقة (Truth)"                                        | 2:57  |       |       |       |       |       |       |       |       |       |
| 11.           | "أعجوبة (Wonder)"                                      | 3:24  |       |       |       |       |       |       |       |       |       |
| المدة الكلية: | المدة الكلية:                                          | 33:34 | 33:34 | 33:34 | 33:34 | 33:34 | 33:34 | 33:34 | 33:34 | 33:34 | 33:34 |

## الاستقبال النقدي
تلقى ألبوم "143" من كاتي بيري مراجعات سلبية من النقاد الموسيقيين، الذين وصفوه بأنه أسوأ عمل في مسيرتها. في موقع ميتاكريتيك، الذي يُمنح فيه التقييم المتوسط الموزون من النقاد الرئيسيين، حصل الألبوم على متوسط تقييم قدره 37 من 100 بناءً على 18 مراجعة، مما يشير إلى "مراجعات غير مواتية بشكل عام". وكان هذا الألبوم الأقل تقييمًا في مسيرة بيري وأقل ألبوم تقييمًا في عقد 2020 على الموقع.
انتقد العديد من النقاد الألبوم باعتباره عملًا غير مميز ويفتقر إلى العمق. وصف ألكسيس بيتريديس من صحيفة الغارديان الألبوم بأنه "ألبوم بوب متوسط" و"أقل بكثير من الكارثة الكاملة"." أما الناقدة أماندا بيتروسي من ذا نيو يوركر وزملاؤها مثل لودوفيك هانتر-تيلني من فايننشال تايمز وبيتر بياكوسكي من مجلة بوبماترس، فقد أشاروا إلى أن بيري فقدت البراءة و"الغرابة الكرتونية" التي كانت تجعل أغانيها "مرنة ومرحة".
أشار العديد من النقاد مثل روبن موراي من مجلة كلاش وتوم ويليامز من مجلة سلانت إلى أن الألبوم كان مملًا وغير مرضٍ، مع قليل من اللحظات المميزة. في حين وصف تانات خوتابان من ذا لاين أوف بيست فيت الألبوم بأنه "موسيقى غير ملهمة"، وقالت هيلين براون من ديلي تليغراف إن الألبوم كان "فاشلاً ومدمرًا".
تطرق النقاد إلى الإنتاج الموسيقي الذي اعتبروه قديمًا وغير مناسب للمشهد الموسيقي الحالي، حيث قال بيتريديس، موراي، وجارد ريتشاردز من "راديو نيوزيلندا" وميكيل وود من صحيفة لوس أنجلوس تايمز إن موسيقى بيري لا تتناسب مع الأصوات الحديثة التي يقدمها فنانون مثل سابرينا كاربنتر وتشابل روان.
كما قارن العديد من النقاد جودة الألبوم بموسيقى تم توليدها بواسطة الذكاء الاصطناعي، مع بعضهم الذين كانوا يشككون في وجود تدخل للذكاء الاصطناعي في صناعة الألبوم.
على الجانب الإيجابي، اعتبرت رانيا أنيفتوس من "بيلبورد" الألبوم "ألبومًا نموذجيًا لكاتي بيري" ومناسبًا لمحبيها الذين "سيستمتعون به". كما أشار بعض النقاد إلى أغنية "أعجوبة" باعتبارها أفضل أغنية في الألبوم، حيث أشادوا بالعاطفة الصادقة التي تظهر فيها. ورغم هذه الانتقادات، قال بعض النقاد مثل ريتش جوزويك من "بيتشفورك" إن "143" هو "ألبوم فشل واثق" بعد فشلي "ويتنس" (2017) و"ابتسم"، مشيرًا إلى أن إطلاق ألبومات سيئة لدرجة أنها تصبح ممتعة قد يكون جزءًا من جاذبية بيري.